# Depedro
Jairo Zavala és un guitarrista, cantant i compositor d'origen madrileny.

## Biografia
La seva carrera musical comença a mitjans dels anys 90 quan tocava en cinc grups alhora: amb el grup La Vacazul, amb els quals van publicar cinc discos i tocaven als bars de Malasaña (Madrid); amb el grup Zolo Zeppelin, amb qui versionaven cançons; amb la banda del programa televisiu El club de la comèdia; amb el grup 3.000 hombres i, per acabar, al 1997, amb el grup Amparanoia, del qual n'era el guitarrista.
Al 2008, Amparanoia va presentar-li al grup de folk independent nord-americà Calexico. Coneixe'ls va empènyer a iniciar el projecte musical Depedro que li donà el nom artístic.
En una entrevista respon al origen del nom: Muchos americanos, con sorna, llaman Pedro a los españoles, pero me puse así sobre todo porque es un nombre sencillo y natural. Suena a nombre mediterráneo; con un toque guiri pero sin perder la esencia española.
Calexico fou la banda d'acompanyament en l'àlbum de debut i, a dia d'avui, encara col·laboren mútuament en tots els discos.
Depedro té un estil propi, gràcies a les diverses influències musicals, estètiques i culturals de Llatinoamèrica, Àfrica, el mediterrani i Estats Units. El segell de identitat de l'artista és precisament la col·laboració amb músics d'arreu del món, en diferents idiomes i procedents de moltes cultures.
La música l'ha portat de gira per Estats Units, Mèxic, Argentina, centre americà, Brasil, Austràlia, Nova Zelanda, China, Africà, Europa, Rusia...
A més a més, ha estat el protagonista del documental Casamance. The soundtrack of a journey (dirigit per Paloma Zapata, 2017). En aquest, Jairo Zavala decideix viatjar a Senegal darrere dels passos de Lamine Konté, un músic que va marcar-li la infància. Aquest viatge l'emprèn amb Ángel Carmona (periodista musical i presentador del programa musical Hoy empieza todo de Radio 3).

## Discografia
- 2008 – “Depedro”
- 2010 – “Nubes de papel”
- 2013 – “La increíble historia de un hombre bueno”
- 2013 – “Casualidades”
- 2016 – “El pasajero”

## Documental
- 2016 –“Casamance. The soundtrac of a journey”

## Col·laboracions[3]
- 2010 –“Diciembre” amb Vetusta Morla
- 2013 –"En el lago" amb Los Coronas
- 2013 – “Casualidades” amb Santi Balmes
- 2016 – “El pasajero” amb Bunbury
- 2016 – “Viajero” amb Shinova
- 2016 –“Acuérdate” amb Fuel Fandango
- 2017 – “Una canción que destrozar” amb Dani Tejedor
- 2018 – “Sola” amb The Cat Empire